# ANIME & GAME SELECTION
『ANIME & GAME SELECTION』（アニメ・アンド・ゲーム・セレクション）は、日本の歌手・浜崎あゆみの配信限定によるアルバム。2019年8月21日にavex traxよりリリース。

## 概要
『RAINY SEASON SELECTION』から僅か、2ヶ月足らずでのリリースとなる。
その名の通り、1998年から2016年に掛けて発表されたシングル、アルバムからアニメ及びゲームで使用された楽曲が収録されている。また、「rainy day」のみ前作『RAINY SEASON SELECTION』と重複している。

## 収録曲
| 全作詞: ayumi hamasaki。 |                       |                |                               |                               |      |
| #                        | タイトル              | 作詞           | 作曲                          | 編曲                          | 時間 |
| 1.                       | 「Depend on you」     | ayumi hamasaki | Kazuhito Kikuchi              | Akimitsu Homma、Takashi Morio | 4:22 |
| 2.                       | 「Two of us」         | ayumi hamasaki | Daisuke Miyachi、Ryosuke Imai | Akimitsu Homma                | 6:14 |
| 3.                       | 「Dearest」           | ayumi hamasaki | CREA + D・A・I                | Naoto Suzuki                  | 5:34 |
| 4.                       | 「no more words」     | ayumi hamasaki | CREA + D・A・I                | Naoto Suzuki, tasuku          | 5:42 |
| 5.                       | 「rainy day」         | ayumi hamasaki | GEO of SWEETBOX               | Yuta Nakano                   | 4:01 |
| 6.                       | 「Startin'」          | ayumi hamasaki | Kazuhiro Hara                 | CMJK                          | 4:17 |
| 7.                       | 「Rule」              | ayumi hamasaki | Miki Watanabe                 | HΛL                           | 4:07 |
| 8.                       | 「You were...」       | ayumi hamasaki | Kazuhiro Hara                 | HΛL                           | 4:46 |
| 9.                       | 「progress」          | ayumi hamasaki | Yuta Nakano                   | Yuta Nakano                   | 5:03 |
| 10.                      | 「Song 4 u」          | ayumi hamasaki | HINATAspring、Yuta Nakano     | Yuta Nakano                   | 3:48 |
| 11.                      | 「Pray」              | ayumi hamasaki | Kunio Tago                    | Yuta Nakano                   | 6:18 |
| 12.                      | 「We are the QUEENS」 | ayumi hamasaki | Kazuhiro Hara                 | Yuta Nakano                   | 5:03 |
| 合計時間:                | 合計時間:             | 合計時間:      | 合計時間:                     | 59:15                         |      |

### 楽曲解説
1. Depend on you
5thシングル。
アトラスPS用ゲームソフト『サウザンドアームズ』オープニングテーマ。
2. Two of us
5thシングルのカップリング、アルバム初収録。
アトラスPS用ゲームソフト『サウザンドアームズ』エンディングテーマ。
3. Dearest
24thシングル。
よみうりテレビ・日本テレビアニメ『犬夜叉』エンディングテーマ。（第42話〜第60話）
4. no more words
4thアルバム『I am...』収録曲。
アニメ映画『犬夜叉 時代を越える想い』主題歌。
5. rainy day
7thアルバム『(miss)understood』収録曲。
カプコンPS2用ゲームソフト『新 鬼武者 DAWN OF DREAMS』エンディングテーマ。
6. Startin'
39thシングル。
PS2用ソフト『新 鬼武者 DAWN OF DREAMS』オープニングテーマ。
7. Rule
45thシングル。
20世紀フォックス映画「DRAGONBALL EVOLUTION」全世界共通テーマソング。
8. You were...
47thシングル。
映画『ティンカー・ベルと月の石』イメージソング。
9. progress
2ndミニ・アルバム『FIVE』収録曲。
PS3『テイルズ オブ エクシリア』テーマソング。
10. Song 4 u
3rdミニ・アルバム『LOVE』収録曲。
PS3『テイルズ オブ エクシリア2』テーマソング。
11. Pray
デジタルシングル。
映画「BUDDHA2 手塚治虫のブッダ -終わりなき旅-」主題歌。
12. We are the QUEENS
デジタルシングル。
スマートフォンゲーム「CLASH OF QUEENS」CMソング。